# Campeonato Panamericano de Judo de 2001
El XXVI Campeonato Panamericano de Judo se celebró en Córdoba (Argentina) entre el 16 y el 22 de noviembre de 2001 bajo la organización de la Unión Panamericana de Judo.
En total se disputaron dieciocho pruebas diferentes, nueve masculinas y nueve femeninas.

## Resultados

### Masculino
| Evento            | Oro                                 | Plata                                         | Bronce                                                                    |
| ----------------- | ----------------------------------- | --------------------------------------------- | ------------------------------------------------------------------------- |
| –55 kg            | Robert Gómez · República Dominicana | Javier Guédez · Venezuela                     | Justin Chin · Canadá · Boris López · Ecuador                              |
| –60 kg            | Taylor Takata Estados Unidos        | Reiver Alvarenga · Venezuela                  | João Derly · Brasil · Miguel Albarracín · Argentina                       |
| –66 kg            | Jorge Lencina Argentina             | Yordanis Arencibia · Cuba                     | Reinaldo dos Santos · Brasil · Juan Carlos Jacinto · República Dominicana |
| –73 kg            | Sérgio Souza Oliveira · Brasil      | Orlando Fuentes Estados Unidos                | Ernst Laraque · Haití · Germán Velazco Correa · Perú                      |
| –81 kg            | Gabriel Arteaga · Cuba              | Flavio Honorato · Brasil                      | Marcos Reyes · República Dominicana · Ariel Sganga · Argentina            |
| –90 kg            | Brian Olson Estados Unidos          | José Vicbart Geraldino · República Dominicana | Keith Morgan · Canadá · Renato Dagnino · Brasil                           |
| –100 kg           | Leonardo Leite · Brasil             | Ramón Ayala Puerto Rico                       | José Eugenio Vásquez · República Dominicana · Andrés Loforte · Argentina  |
| +100 kg           | Fabiano Zamboneti · Brasil          | Orlando Baccino Argentina                     | Anthony Turner · Estados Unidos · Richard Díaz · Venezuela                |
| Categoría abierta | Leonardo Leite · Brasil             | Orlando Baccino Argentina                     | Carlos Santiago Puerto Rico Ato Hand Estados Unidos                       |

### Femenino
| Evento            | Oro                             | Plata                                | Bronce                                                        |
| ----------------- | ------------------------------- | ------------------------------------ | ------------------------------------------------------------- |
| –44 kg            | Taciana Lima · Brasil           | Yarelis Suero · República Dominicana | Herlin Carios · Venezuela · Cecilia Bondi · Argentina         |
| –48 kg            | Andrea Berti Rodrigues · Brasil | Irene Coronel Argentina              | Danieska Carrión · Cuba · Danieska Velásquez · Cuba           |
| –52 kg            | Aminata Sall · Canadá           | Ysis Barreto · Venezuela             | Zaimaris Calderón · Cuba · Valeria Palomino · Ecuador         |
| –57 kg            | Yurisleidy Lupetey · Cuba       | Tânia Ferreira · Brasil              | Telitha Ellis · Estados Unidos · Michelle Buckingham · Canadá |
| –63 kg            | Sophie Roberge · Canadá         | Anaisis Hernández Sarriá · Cuba      | Vânia Ishii · Brasil · Grace Jividen · Estados Unidos         |
| –70 kg            | Regla Leyén Zulueta · Cuba      | Marie-Hélène Chisholm · Canadá       | Cristina Sebastião · Brasil · Liliana Carreras · Ecuador      |
| –78 kg            | Yurisel Laborde · Cuba          | Jacynthe Maloney · Canadá            | Amy Tong · Estados Unidos · Deborah de Souza · Brasil         |
| +78 kg            | Daima Beltrán · Cuba            | Priscila Marques · Brasil            | Vanessa Zambotti · México · Lorena Briceño · Argentina        |
| Categoría abierta | Daima Beltrán · Cuba            | Lorena Briceño Argentina             | Carmen Chalá · Ecuador · Vanessa Zambotti · México            |

## Medallero
| Núm. | País                 | Oro | Plata | Bronce | Total |
| ---- | -------------------- | --- | ----- | ------ | ----- |
| 1    | Brasil               | 6   | 3     | 6      | 15    |
| 2    | Cuba                 | 6   | 2     | 3      | 11    |
| 3    | Canadá               | 2   | 2     | 3      | 7     |
| 4    | Estados Unidos       | 2   | 1     | 5      | 8     |
| 5    | Argentina            | 1   | 4     | 5      | 10    |
| 6    | República Dominicana | 1   | 2     | 3      | 6     |
| 7    | Venezuela            | 0   | 3     | 2      | 5     |
| 8    | Puerto Rico          | 0   | 1     | 1      | 2     |
| 9    | Ecuador              | 0   | 0     | 4      | 4     |
| 10   | México               | 0   | 0     | 2      | 2     |
| 11   | Haití                | 0   | 0     | 1      | 1     |
| 11   | Perú                 | 0   | 0     | 1      | 1     |
|      | TOTAL                | 18  | 18    | 36     | 72    |